# Анкудинов, Кирилл Николаевич
Кири́лл Никола́евич Анкуди́нов (род. 30 марта 1970, Златоуст, Челябинская область, СССР) — российский литературовед и критик, педагог, поэт. Доцент кафедры литературы и журналистики Адыгейского государственного университета, кандидат филологических наук.

## Биография
Родился 30 марта 1970 года в г. Златоусте Челябинской области в семье актёра драмтеатра Анкудинова Николая Николаевича. По окончании майкопской школы № 22 поступил на филологический факультет Адыгейского государственного педагогического института (Майкоп). На втором курсе был призван в армию, служил в войсках ПВО в Прибалтике (1988—1989). В 1993 году окончил АГПИ и поступил в аспирантуру Московского педагогического университета на кафедру русской литературы XX века. В 1996 году защитил кандидатскую диссертацию по теме «Русская романтическая поэзия второй половины века: два поколения (Андрей Вознесенский, Юрий Кузнецов)».
Работает на кафедре литературы и журналистики в Адыгейском государственном университете. Ведёт дисциплины «Основы журналистики», «История отечественной журналистики», «Методика анализа художественного текста», «Литературное редактирование», является редактором вузовской газеты «Адыгейский университет», автором текста университетского гимна. Пишет литературоведческие и литературно-критические статьи.

Я думаю, что если бы я работал в другое время, например в 70-е годы (при Брежневе), я ни за что не стал бы критиком. Я был бы поэтом. Тогда витало трепетное и чуткое социокультурное поле; один сильный поэтический образ мог повлиять на всех, потому что все улавливали его и понимали, что он означает. В 90-е годы я писал стихи, потом почуял, что уши у людей отугели. Явилось осознание: для того чтобы смыслы, которые мне дороги, хоть как-то дошли до публики, надо действовать грубее. Перестроечный поэт-скандалист Алексей Прийма однажды написал: «„Тихую поэзию“ — к стенке! Пусть она хоть там закричит». Пускай господа литераторы, задетые моей критикой, заверещат — и, может быть, после этого кто-то задумается над тем, что я хочу сказать и зачем говорю. Потому что если я буду выражать смыслы в смутных поэтических образах, этого не заметит никто.— Кирилл Анкудинов
Как литературный критик публиковался в журналах «Октябрь», «Новый мир», «Знамя», «День и ночь», «Зинзивер», «Москва», в газете «Литературная Россия» и в «Независимой газете», в интернет-газетах «Взгляд» и «Частный Корреспондент». Печатался в изданиях Краснодара, Воронежа, Владивостока.
В рубрике «Любовь к трём апельсинам» башкирского республиканского журнала «Бельские просторы» регулярно обозревал журналы «Октябрь», «Новый мир», «Знамя». В 2013 году заявил в своём блоге о прекращении этой деятельности — мотивируя тем, что одни из этих журналов больше не поступают в библиотеку города Майкопа, а качество материалов других настолько снизилось, что в любом случае рецензировать в них практически нечего.
Автор двух сборников стихов. Стихотворения публиковал в многочисленных местных и центральных сборниках и альманахах, а также в альманахе «Встречи» (США).
Председатель ЛИТО «Оштен», член СП России (1997).

## Интервью
- Фукуяма лоханулся. Кирилл Анкудинов: «Литература — это и Ленин со Сталиным, и Донцова с Устиновой» (2008).
- Свидетель жизни (2012).
- Мастера слова. Интервью с председателем Майкопского городского литературного объединения «Оштен» Кириллом Анкудиновым (2018).
- Кирилл Анкудинов — один из самых ярких литературных критиков. Сегодня он отвечает на вопросы «ЛР» (2018).

## Литературные премии
- им. Тембота Керашева (Адыгея, 2004)
- газеты «Литературная Россия» (2005)
- журнала «Бельские просторы» (2010)
- Специальный приз «За творческую дерзость» премии «Неистовый Виссарион» (2023)